# Alfred Woycicki
Alfred Woycicki (ur. 21 czerwca 1906 we Lwowie, zm. 29 stycznia 1971 w Krakowie) – polski teatralny kierownik literacki.

## Życiorys
Był nieślubnym synem Tadeusza Pawlikowskiego. Wychowywany jako syn Władysława Woycickiego i Stanisławy ze Szwargów. Ukończył gimnazjum we Lwowie. Studiował polonistykę i historię sztuki na Uniwersytecie Jana Kazimierza we Lwowie, w 1926 przeniósł się do Krakowa, gdzie uzyskał absolutorium na Uniwersytecie Jagiellońskim. Rozpoczął występy jako recytator na scenie i w radiu, pracował jako spiker, referent literacki i reżyser słuchowisk w krakowskim oddziale Polskiego Radia oraz jako referant literacki i prasowy Teatru im. Juliusza Słowackiego w Krakowie. Podczas okupacji niemieckiej był żołnierzem Armii Krajowej, był więziony w obozach w Auschwitz, Gross-Rossen i Litomierzycach. Po zakończeniu wojny pracował ponownie w Teatrze im. Słowackiego (1945–1969), gdzie pełnił funkcje: sekretarza teatru, kierownika nadzoru artystycznego, referenta prasowego, lektora, referenta i kierownika literackiego. Redaktor programów i wydawnictw teatru, w  tym: Wyspiański i teatr (1957), Słowacki i teatr (1959), 75 lat Teatru im. Juliusza Słowackiego w Krakowie (1969). Jako edytor przygotowywał wstępy do wyboru pism Karola Frycza (O teatrze i sztuce, 1967) i Teofila Trzcińskiego (O teatrze i muzyce, 1968). Przygotowywał do druku pierwsze wydania wspomnień Jadwigi Toeplitz-Mrozowskiej (Słoneczne życie, 1963) oraz pracy Adama Grzymały-Siedleckiego (Tadeusz Pawlikowski i jego krakowscy aktorzy, 1971).  W 1954 był sekretarzem Ludwika Solskiego, po śmierci aktora opracowywał jego archiwum. W latach 1955–1956 opublikował Wspomnienia Ludwika Solskiego, które stworzył na podstawie rozmów z aktorem. Publikował recenzje i artykuły w Listach z Teatru, Echu Teatralnym i Muzycznym, Teatrze, Dialogu, Theatre en Pologne. W latach sześćdziesiątych przewodniczył krakowskiemu oddziałowi SPATiF.